# Devotio moderna

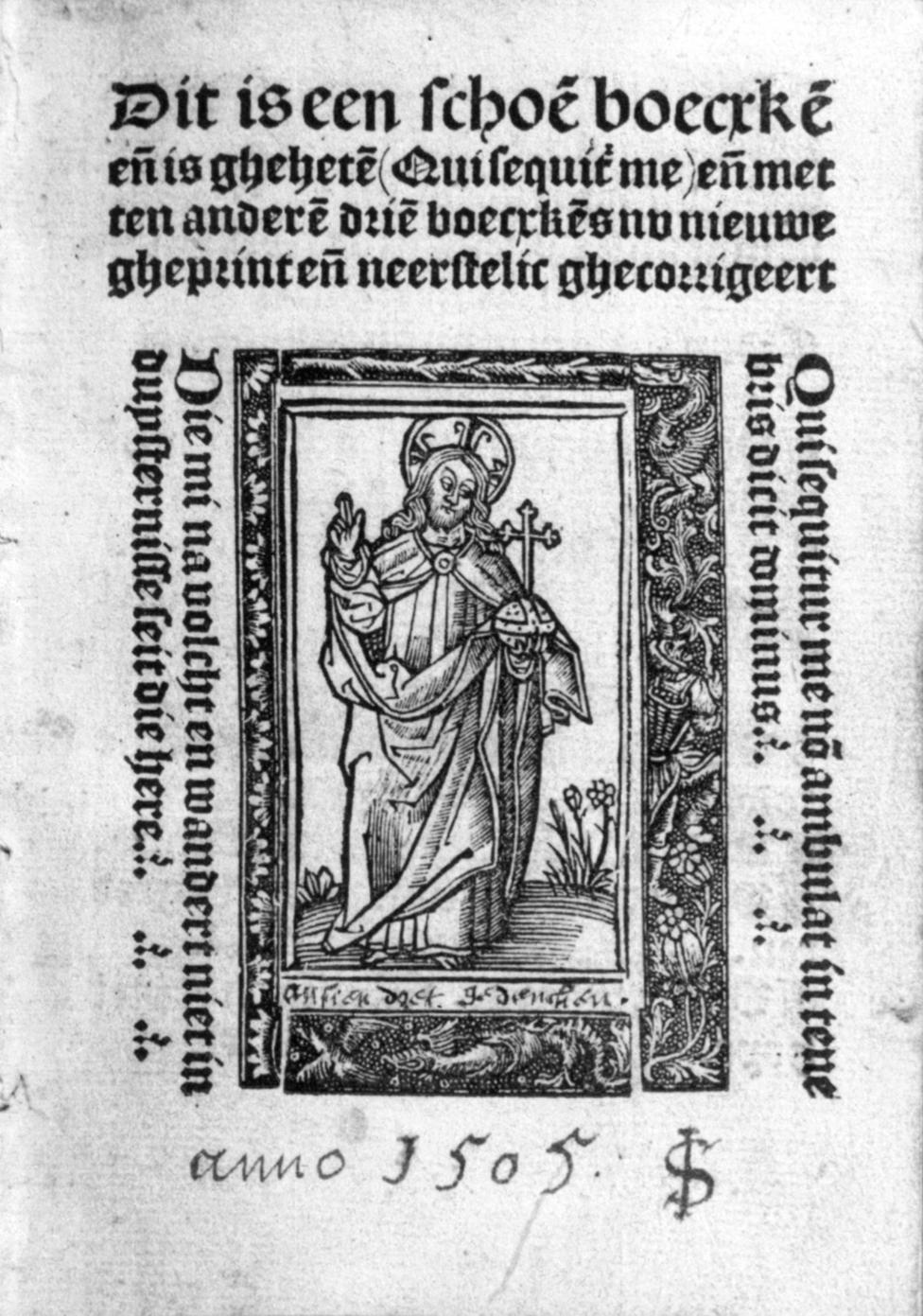
De imitatione Christi, edizione 1505, Utrecht, Museum Catharijneconvent

La devotio moderna è un movimento di rinnovamento spirituale del XIV e XV secolo, che auspicava una religiosità intima e soggettiva, contrapposta alla pietà collettiva di stampo medievale.

## Descrizione
Nacque soprattutto grazie all'esperienza religiosa di Geert Groote, morto nel 1384, e considerava come manifesto spirituale il testo, probabilmente attribuibile a Tommaso da Kempis, noto come De Imitatione Christi.
Il movimento, più che all'aspetto esteriore della religione, dava importanza all'individualità, al raccoglimento, alla meditazione. Proponeva la lettura personale della Bibbia come strumento di rinnovamento spirituale e l'imitazione di Cristo come modello di vita.
Caratteristico della devotio moderna fu anche un forte apostolato laico, molto attento al problema educativo e alla riforma della vita religiosa. Rientrano in questa corrente anche i Fratelli della vita comune (Fraterherrn), un movimento sviluppatosi soprattutto fra Utrecht e Deventer alla fine del XIV secolo, che praticava la povertà, il lavoro, la meditazione e la lettura personale della Bibbia.
Tali idee si diffusero poi in Germania, Francia, Spagna e Italia, influenzando la Riforma protestante del secolo successivo, ma anche i percorsi spirituali di figure importanti del cattolicesimo, come Erasmo da Rotterdam e sant'Ignazio di Loyola.
Il movimento raccoglieva uno spirito riformista molto forte all'epoca, e auspicato anche dai concili di Basilea e di Costanza. La devotio moderna influenzò anche il pensiero e la pittura di Hyeronimus Bosch.